# Stormo (unità militare)
Lo stormo è un'unità aerea di un'aeronautica militare basata su un aeroporto e, di conseguenza, è la suddivisione principale dell'organizzazione operativa periferica di tale forza armata.

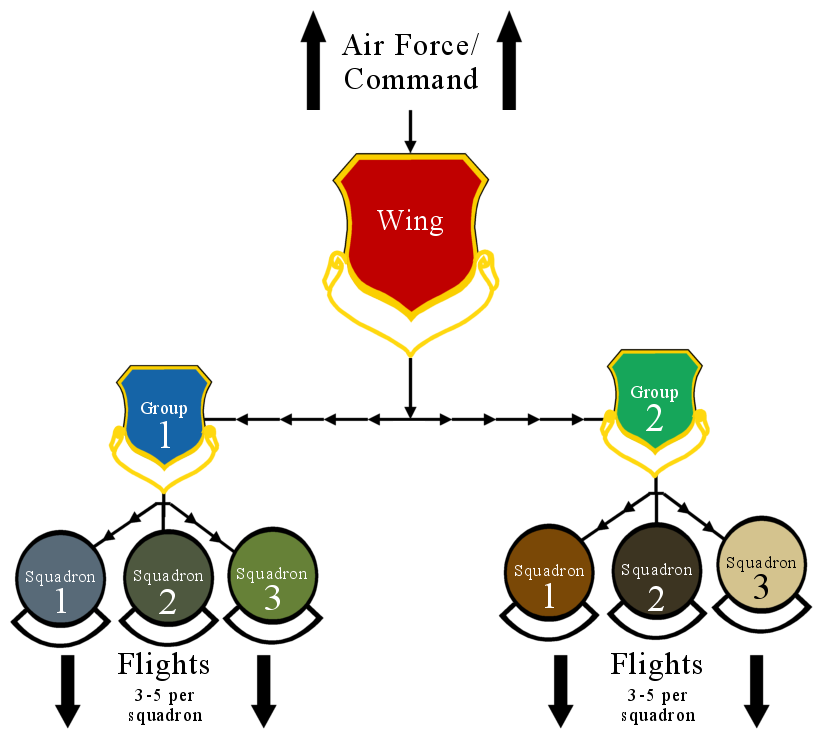
Diagramma della struttura tipica di una brigata aerea (wing) dell'USAF.

Di regola articolata in gruppi di volo, comprende in sé tutte le unità logistiche di supporto necessarie per le operazioni di una base aerea. È comandata da un colonnello pilota od un grado equivalente.
Dal punto di vista dell'organica, lo stormo viene equiparato al reggimento per le forze di terra.
Nell'Aeronautica italiana uno Stormo è normalmente costituito da:
- un Comando;
- due Gruppi di volo;
- un Gruppo Efficienza Aeromobili
- una Squadriglia Collegamenti / Collegamenti e Soccorso
- Gruppi o Servizi di Supporto Operativo o Logistico diretto.

Lo Stato Maggiore dell'Aeronautica può decidere di dare l'appellativo di stormo anche a Enti ed elementi di organizzazione con reparti da combattimento (come i Fucilieri dell'Aria), che tuttavia non dispongono di vettori aerei né pilotati né teleguidati, oppure a reparti la cui principale attività è rivolta al supporto operativo in operazioni reali, come ad esempio il 16º Stormo "Protezione delle Forze" o il 17º Stormo incursori.

## Nel mondo
Il termine wing usato dalla Royal Air Force e molto nel Commonwealth, per l'Aeronautica tedesca Geschwader, per quella francese escadre. Nella Canadian Forces Air Command il termine corrispondente è wing in inglese ed escadre in francese.
Nell'Aeronautica degli Stati Uniti d'America e nel Corpo dei Marines il termine corrispondente è Group, mentre Wing corrisponde alla brigata aerea dell'Aeronautica Militare Italiana, mentre nella US Navy Wing è omologo del Group dell'USAF e del Corpo dei Marines.
Nell'Aeronautica militare cilena la stormo è invece equivalente alla squadriglia dell'Aeronautica Militare Italiana, mentre la squadriglia al gruppo di volo dell'Aeronautica Militare Italiana e allo squadron dell'USAF e della Royal Air Force. 
| RAF RN & USN | USAF & USMC | RCAF                           | Luftwaffe                       | Aeronautica Militare Italiana | Armée de l'Air   |
| ------------ | ----------- | ------------------------------ | ------------------------------- | ----------------------------- | ---------------- |
| Group        | Wing        | Air division Division aérienne | non equivalente                 | Brigata aerea                 | Brigade Aérienne |
| Wing         | Group       | Wing Escadre                   | Taktisches Luftwaffengeschwader | Stormo                        | Escadre          |
| Squadron     | Squadron    | Squadron Escadron              | Staffel                         | Gruppo                        | Escadron         |
| Flight       | Flight      | Flight Escadrille              | Schwarm / Kette                 | Squadriglia                   | Escadrille       |